# Каралат
Каралат — село в Камызякском районе Астраханской области России. Административный центр Каралатского сельсовета. Население 1156 человек (2010), 93 % из них — русские (2002) .

## История
Село Каралат основано как незаконное поселение в 1764 году переселенцами из верховых губерний. Первые четыре двора принадлежали Осокиным, Марковым, Болониным, Ивановым.
В селе был приход Иоанно-Предтеченской церкви. Административно село относилось к Астраханскому уезду Астраханской губернии.
1918 год — создана партийная ячейка и производственная коммуна «Интернационал», преимущественно из батраков, сухопайщиков, бударочников. Коммунары заняли богатое подворье, реквизированное у крупного скупщика рыбы Левантовского. Объединив орудия лова, коммунары стали готовиться к путине.
1919 год — мартовский мятеж кулаков. В эти дни кулаками были зверски убиты 23 коммуниста, в память которым позднее был сооружен памятник в центре села.
После окончания гражданской войны в селе создаётся производственное товарищество ловцов, кредитное товарищество — первые шаги кооперации.
Первый кооператив «Интернационал» был организован в декабре 1927 года. В январе 1930 года был организован колхоз в результате объединения «Трудовика» и «Интернационала» Первые организаторы назвали его «Память Ильича», как память вождю революции В. И. Ленину.
С 1932 по 1953 годы в селе также существовал колхоз «Память Куйбышева». В 1953 году он был присоединён к колхозу «Память Ильича».
В годы Великой Отечественной войны ушли на фронта более 1000 каралатцев, 368 из них погибли. В 1985 году в селе установлен памятник погибшим в Великой Отечественной войне.
Законом Астраханской области от 3 июня 2015 года № 31/2015-ОЗ, муниципальные образования «Каралатский сельсовет» и «Чапаевский сельсовет» были преобразованы, путём их объединения, в муниципальное образование «Каралатский сельсовет» с административным центром в селе Каралат.

## География
Село расположено в пределах Прикаспийской низменности в южной части Астраханской области, в дельте реки Волги и находится на острове, образованном реками Костыль, Большая Чёрная, Кизань, Табола, вдоль излучины на левом берегу рек Костыль, Большая Чёрная. К северо-востоку остров Соловей.
Уличная сеть
состоит из 27 географических объектов: 
- Переулки: Береговой пер., Колхозный пер., Почтовый пер., Рабочий пер., Театральный пер.
- Улицы: Береговая ул., ул. Елдышева, Заречная ул., ул. Зелёный Остров, Комсомольская ул., ул. Куйбышева, ул. Ленина, Молодёжная ул., Набережная ул., ул. Некрасова, Новая ул., ул. Павших Коммунаров, Первомайская ул., ул. Пушкина, Северная ул., Советская ул., Степная ул., Центральная ул., Южная ул.

Климат
умеренный, резко континентальный, характеризуется высокими температурами летом и низкими — зимой, малым количеством осадков, а также большими годовыми и летними суточными амплитудами температуры воздуха.

## Население
| 2002 | 2010  |
| ---- | ----- |
| 1146 | ↗1156 |

Национальный и гендерный состав
По данным Всероссийской переписи в 2010 году, численность населения составляла 1156 человек (545 мужчин и 611 женщин, 47,1 и 52,9 %% соответственно).
Население многонациональное: русские, казахи, татары, белорусы, украинцы, аварцы, чеченцы и лезгины. 
Согласно результатам переписи 2002 года, в национальной структуре населения  русские составляли 93 % от общей численности населения в 1145 жителя.

## Инфраструктура
МКОУ «Каралатская СОШ», базы отдыха «Каралат», «Волчок», «Рыбоход».

## Транспорт
Завершающий пункт региональной автодороги «Камызяк — Каралат (от автостанции)» (идентификационный номер 12 ОП РЗ 12Н 090).
Остановка общественного транспорта «Каралат».

## Русская православная церковь
Иоанно-Предтеченская церковь. Упоминается в 1874—1918 гг.